# Felipe Joaquín Oláiz y Zabalza
Felipe Joaquín Oláiz y Zabalza OFMCap (ur. 6 czerwca 1872 w Pampelunie, zm. 8 grudnia 1945 tamże) – hiszpański duchowny rzymskokatolicki, kapucyn, misjonarz, wikariusz apostolski Guamu.

## Biografia
Felipe Oláiz y Zabalza urodził się 6 czerwca 1872 w Pampelunie w Hiszpanii. W 1887 wstąpił do Zakonu Braci Mniejszych Kapucynów, gdzie przyjął imię Joaquín María. 29 stycznia 1896 otrzymał święcenia prezbiteriatu i został kapłanem swojego zakonu. Był misjonarzem w Wenezueli i Kolumbii oraz definitorem kapucyńskiej prowincji Nawarry.
W 1914 Stolica Apostolska powierzyła misje na Guamie kapucynom z prowincji Nawarry. 20 lipca 1914 papież Benedykt XV mianował o. Oláiza y Zabalze wikariuszem apostolskim Guamu oraz biskupem tytularnym Docimium. 30 listopada 1914 przyjął sakrę biskupią z rąk biskupa Pampeluny José Lópeza Mendoza y Garcíi OESA. Współkonsekratorami byli biskup Ourense Eustaquio Ilundáin y Esteban oraz biskup Tarazony Santiago Ozcoidi y Udave.
Przybył na Guam w 1915. Podczas swego pontyfikatu zwiększył liczbę misjonarzy, budował nowe kościoły, rozwijał organizacje charytatywne. Wysłał do seminarium i wyświęcił na kapłanów pierwszych księży pochodzących z wyspy. Inspekcja z Rzymu stwierdziła, że wikariat apostolski Guamu był ówcześnie najlepiej zorganizowaną misją katolicką w Oceanii. Administracja amerykańska wyspy uniemożliwiła mu jednak sprowadzenia sióstr zakonnych, którym zamierzał powierzyć prowadzenie szkół katolickich.
1 stycznia 1933 zrezygnował z katedry i powrócił do Hiszpanii, gdzie zmarł 8 grudnia 1945